# デジタルマイクロカセット

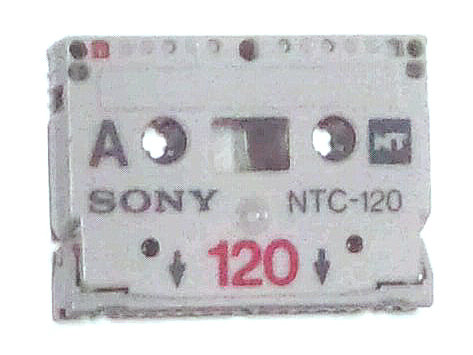
ソニー NTC-120

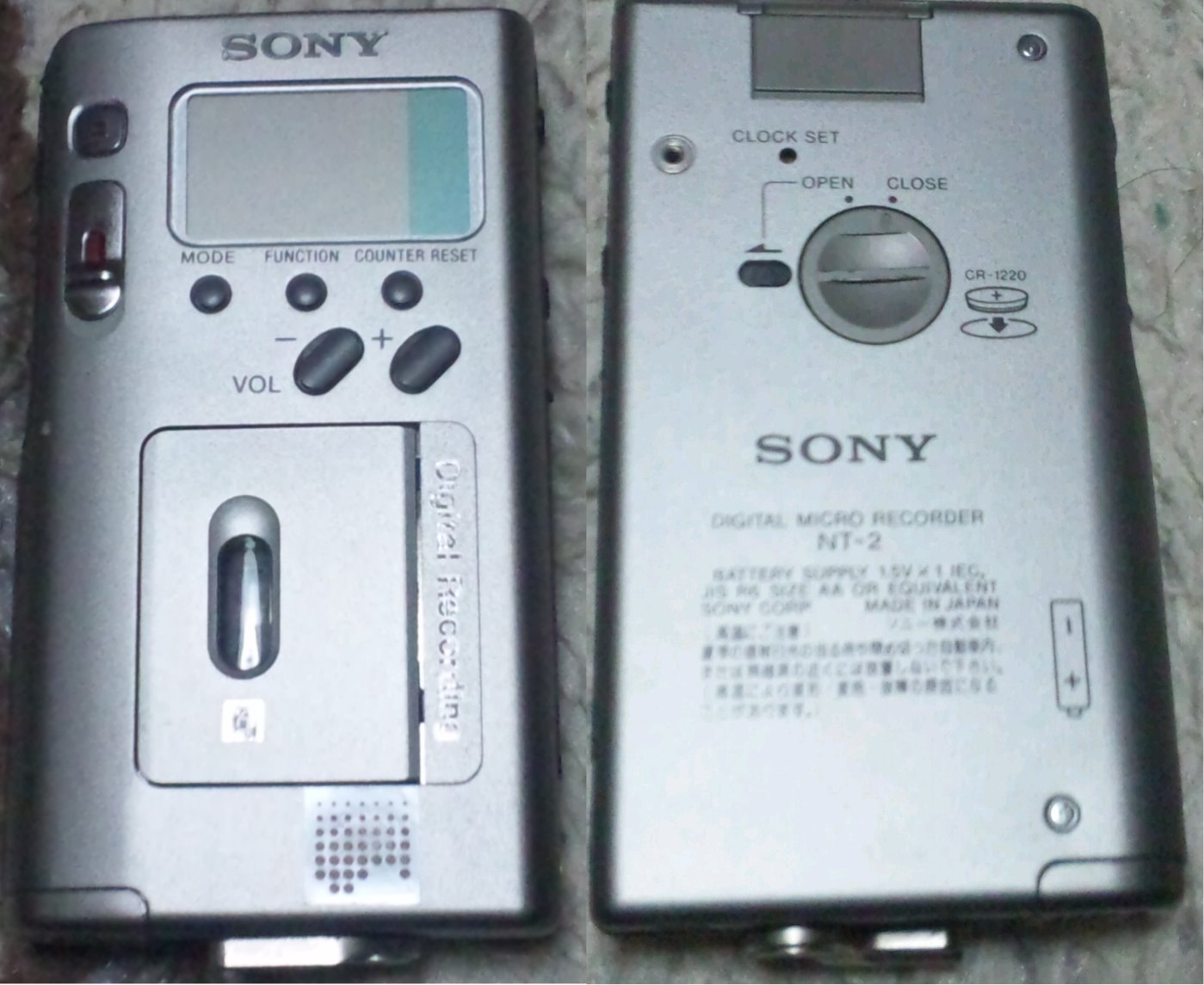
NT-2

デジタルマイクロカセットは、オーディオ用磁気記録テープの規格のひとつである。型番ないしその由来となった技術的特徴からNTテープ、NTカセットとも呼ばれる。ソニーの独自規格であり、販売していたのはレコーダー、テープともソニーだけである。レコーダーの商品名は「スクープマン」(SCOOPMAN)。レコーダー、およびブランクメディアなどはすでに販売が終了している。デジタルマイクロカセットという呼称は、マイクロカセットのデジタル版ないしDATのマイクロ版、といったあたりである。

## 概要
主に会議やインタビューなどの「ボイスレコーダー」としての使用を想定しており、今日のICレコーダーに相当する。非常に小型でありながらステレオデジタル録音が可能であり、音楽鑑賞に耐える音質を実現していたが、同じヘリカルスキャン方式を採用するDAT（R-DAT）と異なり、頭出しは全くできない。そもそも第1世代機「NT-1」の登場から9ヵ月後の1992年11月1日には同じソニーからMDの第1世代機である「MZ-1」が発売されるなど、当初からポータブルオーディオとしては位置づけられていなかったことが窺えた。
1995年に後継機である「NT-2」の発売時に制作されたTVCMは、書斎で広げた切手のコレクションに紛れたNTテープをピンセットで拾い上げ、それを再生するとヘッドフォン越しに歓喜の歌が流れるというウォークマンに近い内容であった（1996年の広告電通賞テレビ部門家庭用機器部門の入賞作品となっている）。
ICレコーダーの過度期とぶつかったこと、標準価格（≒希望小売価格）が10万円以上と同社の既存の普及価格帯の据置型DATレコーダーのDTC-55ES（発売当時の標準価格は税別9万8千円）、およびDTC-57ES（発売当時の標準価格は税別8万8千円）はともかく、DATウォークマンシリーズ（TCD-D3・TCD-D7・TCD-D8・TCD-D100）よりも相対的に割高であったことに加え、ボイスレコーダーとしてはあまりに高価であったことなどから、商業的には失敗に終わった。発売されたレコーダーはNT-1とNT-2の2機種のみであり、NT-2は1999年末まで生産が続けられたが、2004年末までに終売となった。また録音用テープとクリーニングテープの供給も、2011年4月末をもって終了した。
ギネスブックの1994年版に「量産されている世界最小のテープ」として掲載された。
音声記録用フラッシュメモリが作られる前まではこのテープが固定電話の留守番録音として使われていた。

## テープ

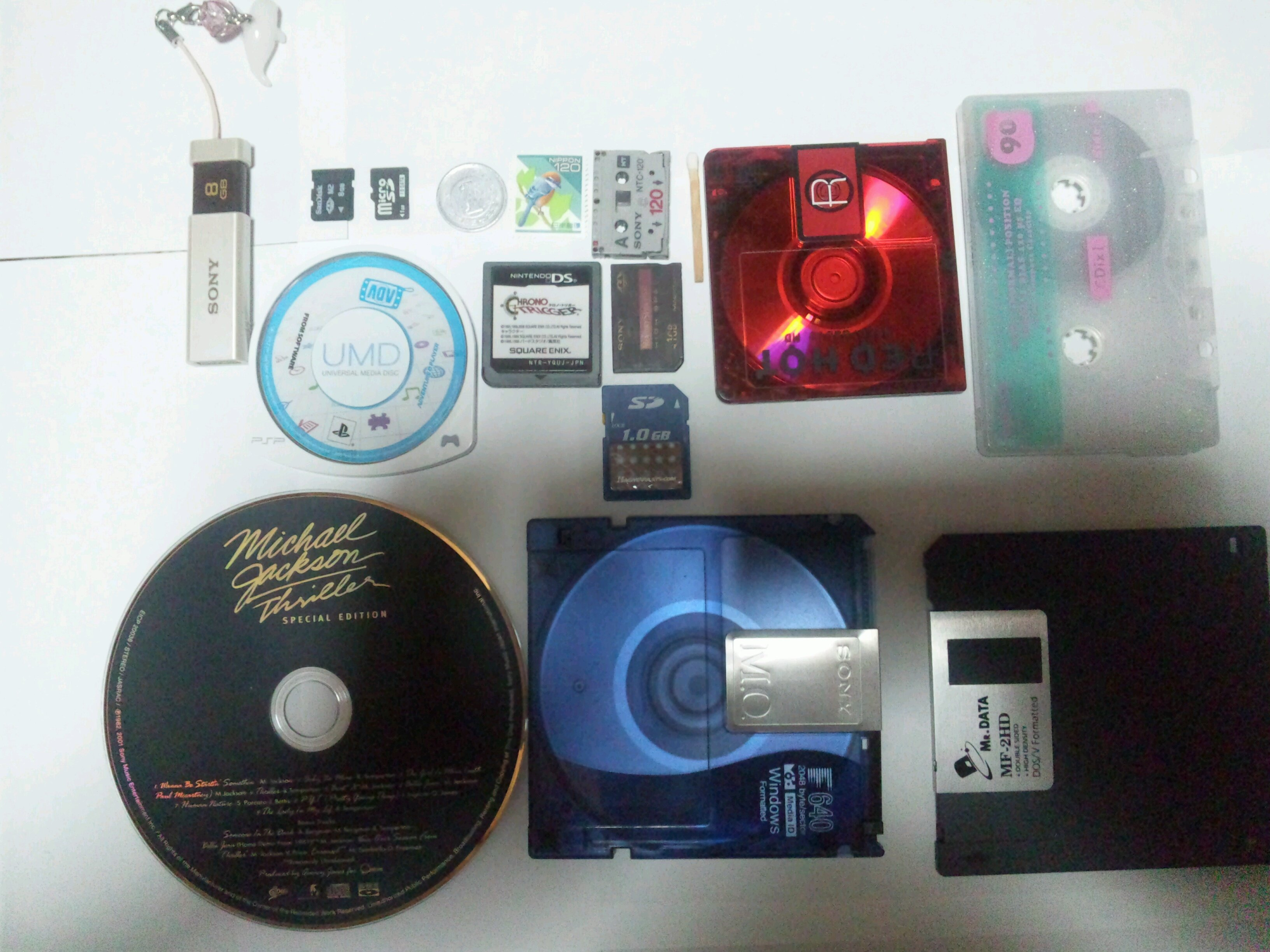
いくつかの音声録音可能なメディア

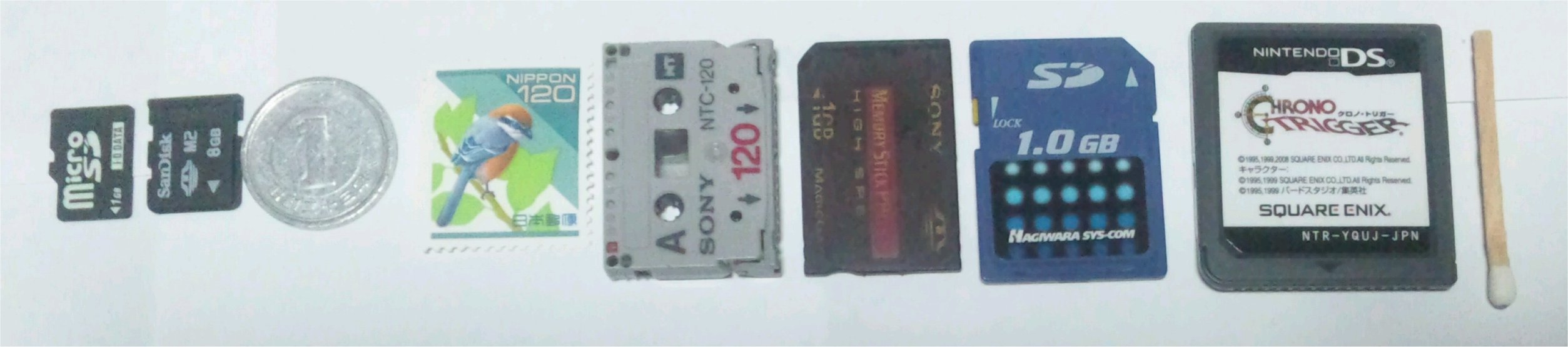
小型のもので比較してもSDカード並の大きさであることがわかる

切手大の磁気テープに音声をデジタル記録する。回転ヘッドとしては珍しくA面／B面がある。規格は以下の通り。
- カセットの大きさ - 幅30 mm×奥行き21.5 mm×高さ5 mm
- カセットの重さ - 2.3 g（90分用）
- 録音時間 - 往復60 分、90 分、120 分の3種類
- テープ幅 - 2.5 mm
- テープ厚 - 約5 μm
- テープ速度 - 6.35 mm/s
- テープ長さ - 約18 m（90分用）
- 磁性体 - Ni-Coメタル蒸着テープ
- ヘッド方式 - 回転2ヘッドヘリカルスキャン方式、アジマス記録
  - ヘッドドラム - 4ヘッド、直径14.8 mm、巻き付け角100°、3000 rpm
  - ヘッドトラック - トラックピッチ約9.83μm、アジマス角27°、スチル角約4.44°
- 音声規格
  - チャンネル数 - 2chステレオ
  - サンプリング周波数 - 32 kHz
  - 量子化ビット数 - 12 bit折線（17 bit相当）
  - 圧縮方式 - ADPCM
  - 再生周波数帯域 - 30 Hz-15,000 Hz（15 kHz）
- 誤消去防止爪 - あり

カセット内部にテープガイドが内蔵されており、ヘッドがカセットに一部食い込むようにしてテープが巻き付く。ソニーではこれを「ノンローディング方式」と呼んでおり、レコーダーの小型化に貢献している。また「ノントラッキング方式」（詳細は別節）は、磁気記録メカニズムとして他方式には類例のほとんど無い本機の特徴であり、型番「NT」もこれに由来する。録音日時の同時記録が可能であったが、頭出し機能やランダムアクセス機能は一切無く、特にDATレコーダーの代用で使用した場合での実用性は本来のDATレコーダーに対し、遙かに見劣りするものであった。

## レコーダー

### ソニー NT-1
1992年2月発売の第1号機。オートリバースやデジタル入出力は搭載されていない。
- 大きさ - 112.9 mm×55.2 mm×23.1 mm
- 重さ - 147 g（電池等含む）
- 入出力端子 - マイク入力、ヘッドホン出力
- 電源 - 単3乾電池*1本
- 電池寿命 - 録音7時間、再生6時間（アルカリ乾電池使用時）
- 付属のアダプターユニット「NTU-2」装着により、ライン入力、ライン出力、ACアダプターが使用可。

### ソニー NT-2
1995年11月発売の第2号機。オートリバースが搭載され、音切れのない「メモリーリバース」を実現した。また、操作ボタンがフェザータッチになり、付属のリモコン付きヘッドホンによる操作もできた。音楽再生を意識した設計といえる。 
- 大きさ - 112.8 mm×63 mm×22 mm
- 重さ - 155 g（本体）
- 入出力端子 - マイク入力、ヘッドホン出力、ライン入力、ライン出力
- 電源 - 単3乾電池*1本またはACアダプター
- 電池寿命 - 録音6時間、再生4.5時間（アルカリ乾電池使用時）
- 再生周波数帯域 - 30 Hz-15 kHz(+1 dB-3 dB)
- S/N比 - 80 dB以上(1 kHz)
- 高調波歪率 - 0.08 %以下
- 別売のNTステーション「NTU-S1」の装着により、S/PDIFによる光デジタル入出力が可能。サンプリングレートコンバーターを内蔵しており、CD、MD、DATなどからのデジタル録音や、44.1 kHzによるアップサンプリングを用いたデジタル出力が可能であった。

## ノントラッキング
再生時に「ノントラッキング方式」による読み出しを行うのが最大の特徴である。「NT」の名称はこの「ノントラッキング」に由来している。
通常のヘリカルスキャン方式では、記録されたトラックを再生時に正確にトレースしなければならない。これをトラッキングと呼ぶ。家庭用ビデオテープやDATなどではこのトラッキングが自動化されているが、本機においては小型化のあまり機械的な精度を保つのが難しく、トラッキングを取ること自体が非現実的となった。そこで、あえてトラッキングを取らないまま重複してデータを読み出し、時間軸がバラバラになったこれらのデータをメモリー上で再構築することで正確な信号を再生することにしたのである。これが「ノントラッキング方式」であり、小型化と高信頼性を両立させることが可能になった。この方式での再生は、デジタルマイクロカセットの他に、DATウォークマンの再生専用モデルや、MICROMV（共にソニー製）でも行われている。
なお、データの欠落を防ぐため、再生時には録音時の約2倍の速度でテープをトレースしている。

## バックアップ用ストレージ
アメリカ・コロラド州ボルダーに存在していたDatasonix社から、NTテープを利用したコンピューター用外部ストレージ「Pereos」が販売されていた。1994年7月に発表され、1995年3月に定価499ドルで発売が開始された。パソコンとはパラレルポートで接続し、重さは300g以内、アルカリ乾電池2本で駆動できる。転送速度は無圧縮時で5MB/秒、圧縮時で10MB/秒。1.25GBのデータを圧縮して1本のテープにバックアップできると公称されていた。当初はMS-DOSとWindows 3.1のドライバが付属し、1995年12月には19.95ドルでWindows 95用のドライバも提供された。
アメリカの有力パソコン雑誌の以下の各賞を受賞している。
- PC Magazine誌 - "Technical Innovation Awards(1995)" の "Best Peripheral" 部門
- Windows Magazine誌 - "Win 100 Hardware Outstanding Technologies"
- Mobile Office Magazine誌 - "Best of the Year" の "Peripherals"部門
- Computer Technology Review誌 - "Editor's Pick"

なお、1994年頃に創業されたDatasonix社は、1996年頃に消滅した模様である。